# Gosset de les praderies mexicà
El gosset de les praderies mexicà (Cynomys mexicanus) és una espècie de rosegador esciüromorf de la família dels esciúrids endèmica de Mèxic. El seu tracte com una plaga de l'agricultura ho han conduït al seu estat d'espècie en perill d'extinció. Estan relacionats amb els esquirols, tàmies i marmotes.
Aquests gossets de la prada són de costums diürns i habiten en sòls lliures de roques en altituds dels 1.600 als 2.200 metres a la regió sud de Coahuila i el nord de San Luis Potosí al nord de Mèxic, on s'alimenten d'herbes i pastures natives del lloc on viuen. Aquests rosegadors adquireixen la majoria de l'aigua d'aquestes plantes. Encara que són principalment herbívors, els gossets de les praderies mexicans s'alimenten també d'insectes.
Entre els seus depredadors estan els coiots, el linx vermell, àguiles, falcons, teixons i mosteles.